# Заячківський Йосип
Йо́сип Заячкі́вський (14 квітня 1810, Львів — 14 березня 1894, Лоп'янка) — український греко-католицький священник і громадський діяч, довголітній парох с. Лоп'янка. Один із засновників «Просвіти».

## Біографічні дані
Вивчав богослов'я у Відні, у т. зв. Stadtkonvikt-i (Das Kaiserliche und künigliche Stadtkonvikt) — зафіксоване його перебування там у 1828–1829 роках на першому році богослов'я. Висвячений на одруженого священика у 1833 році. Розпочав священиче служіння як адміністратор парафії с. Містки тоді Щирецького деканату Львівської архиєпархії (1833—1838). У 1838 році на короткий час призначений адміністратором парафії в Крихівцях біля Станіслава. Того ж року призначений парохом села Лоп'янка Долинського деканату (від 1842 — Перегінського), де працював аж до кінця свого життя — впродовж 56 років.
У 1848 році був членом «Руської Ради» в Стрию. Один із засновників «Просвіти» (єдиний із 65 не зі Львова), її почесний член.

## Родина
Батько судді Тита Заячківського, дід нотаріуса і українського комісара Коломиї Романа Заячківського та одного із керівників КПЗУ Мирона Заячківського.